# Dichistius capensis
El damba, galjoen, galeón o besugo negro (Dichistius capensis) es una especie del pez marino encontrado sólo a lo largo de la costa de África del sur de Angola a Sudáfrica. Es el pez nacional de Sudáfrica.

## Distribución y hábitat

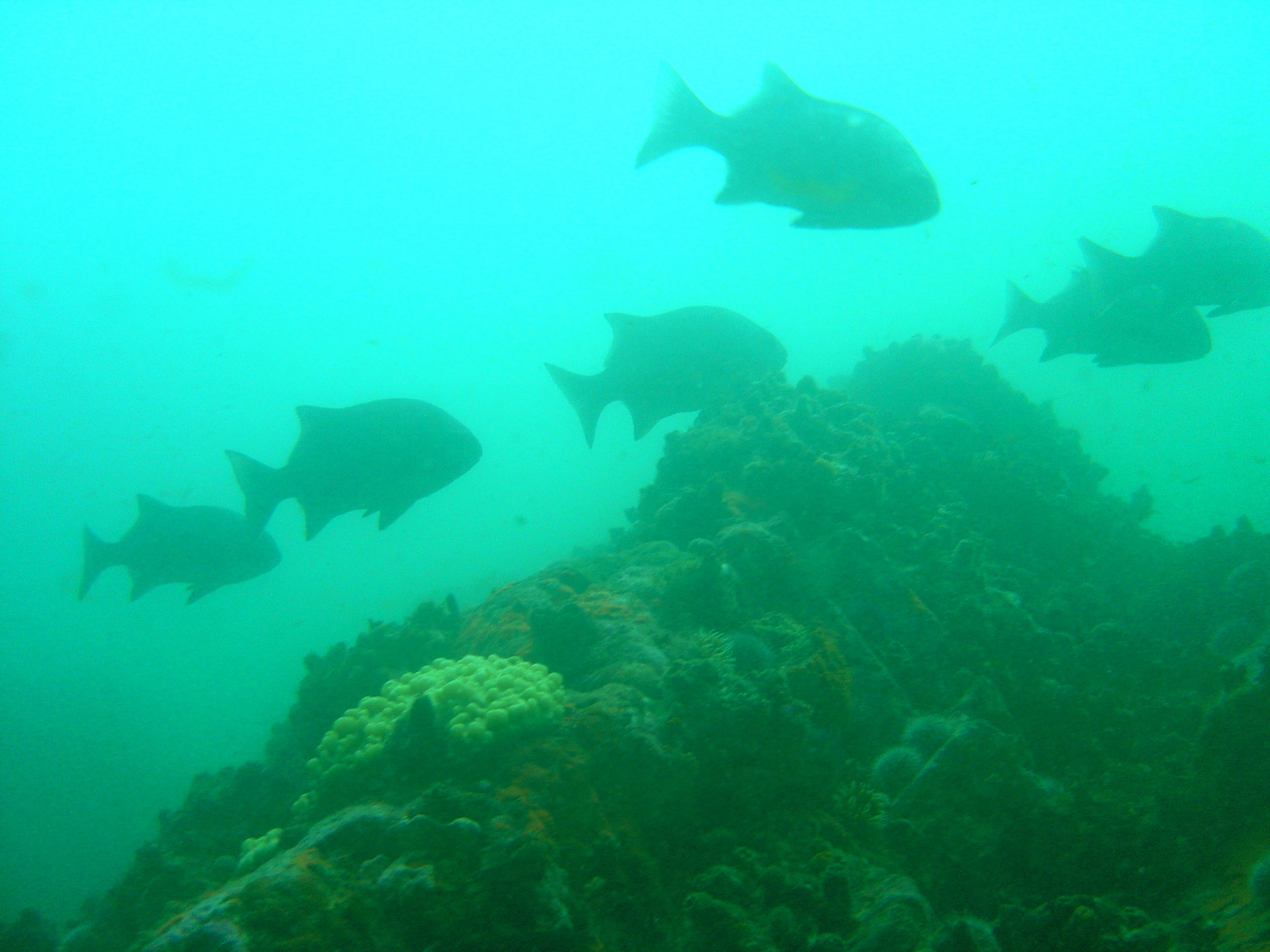
Galjoen en bahía Pedregosa

El galeón negro es autóctono de las costas de África meridional desde Angola y Madagascar hasta Sudáfrica, y en general se encuentra alrededor de los arrecifes en aguas poco profundas alrededor de 10 m, a menudo cerca de la orilla.

## Descripción
Esta especie puede alcanzar los 80 cm de longitud total y un peso de 6.5 kg. El cuerpo es comprimido, y las aletas están bien desarrolladas, con espinas prominentes, 10 de ellas, con entre 18 y 23 rayos. La aleta anal tiene tres espinas, y por lo general 13 o 14 rayos, las aletas pélvicas tienen 1 columna y 5 rayos, y las aletas pectorales son normalmente más corta que la cabeza. El cuerpo, las aletas y la cabeza, con la excepción de la parte frontal del hocico, están cubiertas de escamas. Los labios son gruesos, con fuertes incisivos curvados en la parte delantera de la boca, con dientes más pequeños detrás de los incisivos frontales.

## Ecología

### Dieta
La especie normalmente se alimenta de algas rojas y coralina y cebo rojo, pequeños mejillones, percebes y los mejillones blancos que residían en las playas arenosas y ensenadas de los afloramientos rocosos a lo largo de la costa sur.

### Área local
En 2005, Attwood y Cowley estudiaron ampliamente el movimiento de las especies.
Ellos etiquetaron unos 25.000 galeones en cuatro sitios en las reservas de Sudáfrica y llegaron a la conclusión de que su movimiento general se mantuvo localizada, con un 95% de los peces estudiados parecía indicar una zona de casa.

## Importancia para el hombre

### Pesca
Es importante para las pesca comercial local y también es popular en la pesca deportiva.

### Como alimento
Debido a su abundancia en las costas frente a Sudáfrica, el galeón es frecuente en cocina sudafricana. Un plato destacable es el pez rociado con pimienta y limón, o con limón, mayonesa y mantequilla de ajo derretido y servido con pan fresco y mermelada de albaricoque.

### Pez nacional de Sudáfrica
El galeón negro es el pez nacional de Sudáfrica.  La sugerencia para hacerlo el pez nacional provino Margaret Smith, mujer del ictiólogo J. L. B. Smith, para encontrar un equivalente marino a la gacela saltarina.

## Etimología
El nombre científico de Coracinus capensis es una referencia a su color negro cuando se encuentra en áreas rocosas, Coracinus significa "cuervo" o "de color negro"; en zonas arenosas desprende un color plata-bronce.